# Beregszeg
Beregszeg (szlovákul: Šulekovo) Galgóc városrésze, egykor önálló község Szlovákiában, a Nagyszombati kerület Galgóci járásában.

## Fekvése
Galgóctól 2 km-re nyugatra, a Vág jobb partján fekszik.

## Története
1549-ben a Borsy család birtoka. Borsi Gergely Várpalotán szolgált, de felvette az iszlám vallást és átállt a törökök oldalára, majd Mehemeth néven váci várkapitány lett. 1576-ban Borsi Gergely itteni birtokait – több más településen lévővel együtt – a király hűtlenség címén elkobozta és azt erdődi Pálffy Tamás várpalotai várkapitánynak adományozta.
Vályi András szerint: "BEREGSZEG. Tót falu Nyitra Vármegyében, lakosai katolikusok, fekszik Dudvághoz nem meszsze, földes Ura Gróf Erdödy Uraság. Határjában szőlö hegye nintsen; de mivel e’ fogyatkozást más külömbféle javai hasznos káposztássa, zöldsége, és ezeknek könnyű eladása meg előzi, fával is mind tűzre, mind épűletre bővelkedik, ’s elegendő legelővel is, földgyei jók, réttyei kövérek, őrlések könnyű, piatzozások is közel Galgótzon, első Osztálybéli."
Fényes Elek szerint: "Beregszeg, tót falu, Nyitra vgyében, Ujvároska mellett, ut. post. Galgócz, gr. Erdődy Józsefnő birtoka."
Nyitra vármegye monográfiája szerint: "Beregszeg, nagyobb tót község, Galgóczczal szemben, a Vág jobb partján, 1542 lakossal. Vallásuk r. kath. Posta-, táviró- és vasúti állomása Lipótvár. A XIII. században "Szeg" (Zeegh) név alatt, mint Vörös Ábrahám birtoka szerepel. 1364-ben "Berenkszeg" név alatt találjuk följegyezve. Kath. temploma e század elején épült. A községet 1813-ban és 1893-ban a Vág áradásai majdnem teljesen elpusztították; 1848-ban pedig tűz hamvasztotta el. A faluban két gazdasági szeszgyár van. Földesura az Erdődy-család volt, mely itt jelenleg is birtokos."
1920 előtt Nyitra vármegye Galgóci járásához tartozott.
1948 óta Schulek Frigyes Vilmosnak (szlovákul: Viliam Šulek) (1825–1848) ötvösnek, a magyar szabadságharcosok által 1848-ban kivégzett szlovák felkelőnek a nevét viseli.

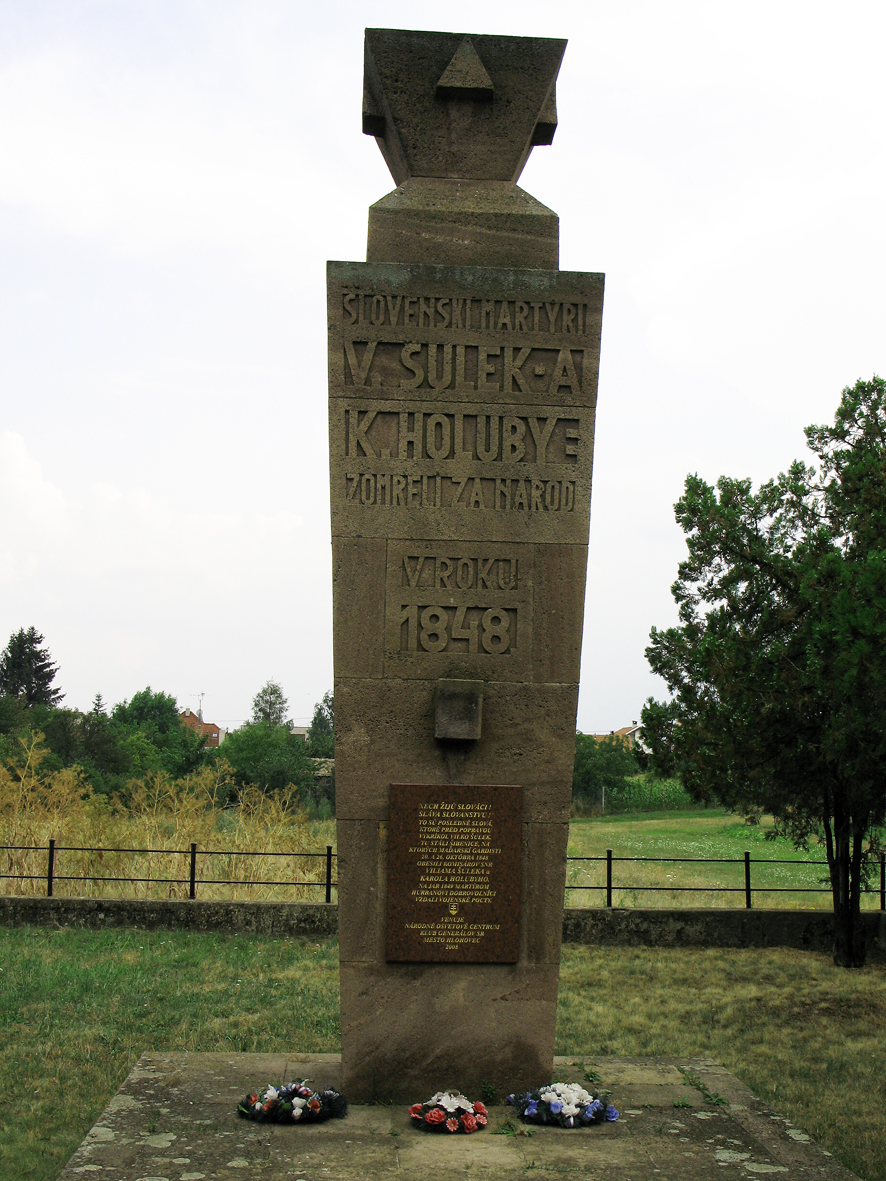
Beregszegen (Galgóc), a kivégzés helyén, 1927-ben emlékmű épült Viliam Šulek és Karol Holuby számára. 2014.

## Népessége
1900-ban 1730 lakosából 1640 szlovák, 53 magyar, 23 német és 14 egyéb anyanyelvű volt.
1910-ben 1851 lakosából 1768 szlovák és 62 magyar anyanyelvű volt.